# Tutaj (komiks)
Tutaj (ang. Here) – powieść graficzna autorstwa amerykańskiego rysownika i scenarzysty Richarda McGuire'a. Pierwotnie projekt obejmował sześć czarno-białych stron wydanych w amerykańskim czasopiśmie komiksowym "Raw" w 1989 roku. W 2010 roku autor zapowiedział przygotowanie rozszerzonej, kolorowej wersji Tutaj. Liczący 304 strony komiks ukazał się w 2014 roku nakładem amerykańskiego wydawnictwa Pantheon Books. Po polsku opublikowało go Wydawnictwo Komiksowe w 2016 roku w innej formie edytorskiej niż oryginalna: zamiast wersji książkowej oficyna wyprodukowała serię odrębnych, zapakowanych w etui 154 plansz, które czytelnik może układać w dowolnej kolejności.

## Opis
Tutaj nie odwołuje się do standardowych sposobów prowadzenia narracji komiksowej. Pierwsza strona komiksu przedstawia róg pokoju we współczesnym domu. Na kolejnych planszach ukazana jest ta sama lokalizacja w różnych punktach w czasie, począwszy od okresu sprzed 3 500 000 lat aż do roku 22 175. Sceny nie są posortowane w porządku chronologicznym, a większość ze stron podzielona jest na wiele plansz, aby pokazać różne wydarzenia toczące się w ukazanej przestrzeni w danym roku. Pośród szerokiej prezentacji ludzkich postaci, zwierząt i wystroju wnętrza powtarzają się te same motywy, takie jak kobieta sprzątająca pokój w latach 1973, 1983, 1993, 1994, 1995 i 1996. Róg pokoju jest najtrwalszym elementem historii: plansze pokazują budowę domu w 1902 roku, kilka pokoleń zamieszkujących go ludzi, spalenie w pożarze w 2029 roku i rozbiórkę w roku 2030. 

## Odbiór i nagrody
Tutaj zostało uznane za ważny formalny eksperyment w dziedzinie komiksu, którego "wpływ odbije się echem w sztuce komiksu na dziesięciolecia". W 2016 roku McGuire otrzymał za swoje dzieło Nagrodę za najlepszy komiks na Międzynarodowym Festiwalu Komiksu w Angoulême.